# كيه هوا
كيه هوا (بالصينية: 柯華) هو دبلوماسي صيني، ولد في 19 ديسمبر 1915، وتوفي في 2019.